# Список хякимов областей Туркменистана
Хяким (туркм. Häkim) — глава местного исполнительного органа власти в Туркменистане. Список Полномочных представителей Правительства со второй половины 1991 года, то есть со времени ликвидации исполкомов и введения должностей глав администраций областей.

## Ахалский велаят
1. Амансахатов, Джумагельди (06.1992-1996)
2. Аширов, Нурмухаммед (2.08.1996-7.07.1997)
3. Ташлиев, Какаджан Ташлиевич (7.07.1997-23.11.2001)
4. Ханныев, Гандым (23.11.2001-15.11.2002)
5. Атаева, Энеджан Гельдыевна (11.2002-10.2004);
6. Атагаррыев, Мурат Егенович (10.2004-27.09.2005);
7. Мыратгулыев, Амандурды Мыратгулыевич, (27.09.2005-26.10.2006)
8. Оразмырадов, Гурбанберди (26.10.2006-12.11.2007)
9. Нурмамедов, Мамеднияз Овезович (12.11.2007-10.07.2009)
10. Мыратбердиев, Дангмырат  (10.07.2009-21.02.2012)
11. Нурмамедов, Мамеднияз Овезович  (21.02.2012-9.07.2015)
12. Язмырадов, Аннагелди Оразбердиевич[1] (9.07.2015-29.04.2016)
13. Оразгелдиев, Эсенмырат (29.04.2016-5.04.2017)
14. Атахаллыев, Тангрыкули Реджепгулыевич (5.04.2017-27.11.2017)
15. Амангельдыев, Шохрат Аннагурбанович (29.11.2017 - 18 июня 2019)
16. Бердымухамедов, Сердар Гурбангулыевич (18 июня 2019 — 7 февраля 2020)
17. Гурбанов, Язмухаммет (8.02.2020)

## Марыйский велаят
1. Оразов, Курбанмурад Мурадович (1941 Г. Р.), (06.1992-1996);
2. Иламанов, Амманазар (1943) (14.03.1996-16.07.1997)
3. Чарыев, Сахатмурад (16.07.1997-17.07.1998)
4. Атаев, Амангельды 17.07.1998 — 03.03.2000
5. Кулиев, Чары Таганович (1950 Г. Р.), (2000-10.2001);
6. Атаев, Амангельды 02.10.2001 — 01.04.2002
7. Одеков, Рахман (1.04-11.2002);
8. Джумагылыджов, Аннагулы, (11.2002-6.10.2005);
9. Бяшимов, Ходжаберди (6 Октября 2005 — 29 Ноября 2006);
10. Курбанназаров, Мухаммед (29.11.2006-12.11.2007)
11. Гурбанов, Какагелди Исаевич (12.11.2007-13 апр. 2013);
12. Аннакурбанов, Бяшим Дурдыевич (13.04.2013 - 29 ноября 2017)
13. Аннабердиев, Довранберди Оразбердиевич — с  29 ноября 2017 [2]

## Балканский велаят
1. Пуханов, Реджепмамет (1992—1996);
2. Бабаев, Сердар Мятиевич (1997 — 30.06.1999);
3. Дурдыев, Хабибулла Абдуллаевич (30.06.1999 — 18.09.2000);
4. Аразов, Реджепбай Аразович (18.09.2000 — 7.07.2001)
5. Артыков, Рустам (9.07.2001 — 10.09.2002)
6. Бердыев, Поран (10.09.2002 — 15.11.2002)
7. Курбышов, Какагельды Аннамухаммедович, (11.2002 — 2003);
8. Тагиев, Тачберды, (10.2003 — 3.03.2006);
9. Губыев, Меретгулы (3.03.2006 — 26.10.2006);
10. Ниязлиев, Оразмурад (26.10.2006 — 9.07.2010)
11. Сатлыков, Сатлык Байджанович (9.07.2010 — 11.01.2013)
12. Ходжамаммедов, Бяшиммырат Атамырадович (11.01.2013 — 9.07.2015)
13. Дурдыев, Дурды (09.07.2015 — 13.01.2017)[3]
14. Сатлыков, Сатлык Байджанович — с 13.01.2017

## Дашогузский велаят
1. Мотаев, Сапаргельды (1947) (01.1991-2.08.1996)
2. Овезов, Ягмур (1945) (2.08.1996-1997)
3. Гундогдыев, Язгельды Потаевич (23.07.1997-11.09.2000)
4. Дурдыев, Хабибулла Абдуллаевич (1954—2009), (18.09.2000-11.2002);
5. Гулмурадов, Ишанкули (11.2002-1.12.2004);
6. Аннаклычев, Какамурад (1.12.2004-25.01.2006);
7. Акыев, Аганияз Мусагулыевич (25.01.2006-27.11.2006)
8. Ашыров, Сапармырат (27.11.2006-10.07.2009)
9. Нурмаммедов, Мамметныяз Овезович (10.07.2009-8.07.2011)
10. Оразгельдыев, Эсенмурад (8.07.2011 - 9.07.2015)
11. Гурбанназаров, Оразмырат (9.07.2015-12.05.2017)
12. Байрамгулыев, Маммет Гулдурдыевич (12.05.2017-17.06.2019)
13. Назармырадов, Назармырат Гелдимырадович — с 17.06.2019

## Лебапский велаят
1. Одеев, Пиргулы (1992-03.1996);
2. Розыев, Курбанмурад (1952) (14.03.1996-13.12.1998)
3. Ниязлиев, Оразмурад (13.12.1998-21.11.2000)
4. Реджепов, Бердымурад Реджепович (11.2000-10.2001)
5. Ахмедов, Гедай — (10.2001-6.10.2005)
6. Чашаев, Овездурды Ташлиевич (6.10.2005 — 27.11.2006)
7. Маммедов, Тагаймырат Вепаевич (27.11.2006-12.11.2007)
8. Одебердиев, Чарыяргулы (с 12.11.2007-15.01.2009)
9. Яйылов, Ягшимурад (15.01.2009-12.04.2013)
10. Джораев, Мухаммед (12.04.2013-8.01.2016)
11. Чарлиев, Чарыгелди (8.01.2016-28.11.2017)
12. Атахаллыев, Тангрыгулы Реджепгулыевич (28.11.2017)
13. Амангелдиев, Шохрат Аннагурбанович — с 07.02.2020

## Хяким г.Ашхабад
1. Сарджаев, Батыр Курбанович 19.05.1992 — 03.06.1993
2. Овезов, Ягмур (1945) (06.1992-1996)[4] 03.06.1993 — 13.02.1995
3. Оразмухаммедов, Нуры Оразович[5] (1995–1996)
4. Черкезов, Ашир (Аширберды) -- 21.08.2001
5. Реджепов, Бердымурад Реджепович 21 августа 2001 года — 29 июля 2002 года
6. Реджепов, Амангельди (?-8.07.2005);
7. Эсенов, Оразмырат (8.07.2005-22.05.2007)
8. Оразов, Дерягелди Нурыевич 21.05.2007 — 15.08.2008
9. Билишов, Азат Егеноразович (15.08.2008-15.01.2010)
10. Дурдылыев, Шамухаммет (15.01.2010-11.01.2013)
11. Нурмаммедов, Реджепгелди Меляевич 11.01.2013  -- [6]
12. Абилов, Мыратнияз Язмухаммедович ? - 13.01.2017[7]
13. Дурдылыев, Шамухаммет — 14 января 2017[8]